# Bandera de Palos de la Frontera
La bandera de Palos de la Frontera es la bandera actualmente oficial de Palos de la Frontera.

## Blasonamiento
Tres franjas paralelas entre sí y perpendiculares al asta, de igual dimensión. La primera amarilla, la segunda blanca y la tercera azul. El escudo de armas local aparece centrado y sobrepuesto.
- Datos: Q8241805